# Cyathe (champignon)
Cyathus
Pour les articles homonymes, voir Cyathe (homonymie).
Genre
Le Cyathe, Cyathus est un genre de champignons de la famille des Agaricaceae (ou des Nidulariaceae selon les classifications). Leur ressemblance à de petits nids d'oiseaux remplis d’œufs est importante. Ce sont en fait des structures de reproduction contenant des spores. Les « œufs », ou péridioles, sont fermement attachés à la surface interne de l'organe de fructification par un cordon élastique nommé funicule. Les 45 espèces sont largement distribuées à travers le monde et certaines se retrouvent dans la plupart des pays, alors que d'autres existent seulement dans un ou deux endroits. Cyathus stercoreus est considéré comme en danger dans un certain nombre de pays européens. Certaines espèces de Cyathus ressemblent également à des tasses éclatées, car les gouttes de pluie en tombant peuvent frapper les péridioles et les éjecter hors de la tasse. Les surfaces interne et externe de cette coupe peuvent être striées longitudinalement, ce qui est un exemple d'une caractéristique taxinomique qui sert traditionnellement à distinguer les espèces.
Généralement considérés comme non comestibles, les Cyathus sont saprophytes, car ils obtiennent les nutriments dont ils ont besoin de la décomposition des matières organiques. Ils poussent généralement sur le bois en décomposition ou des débris ligneux, sur les bouses de vache et le crottin de cheval, ou directement sur un sol riche en humus. Le cycle de vie de ce genre lui permet de se reproduire de façon asexuée, par méiose, et sexuée, par des spores. Plusieurs espèces produisent des composés bioactifs, dont certains ont des propriétés médicinales, et plusieurs enzymes de dégradation de la lignine peuvent être utiles dans la bioremédiation et l'agriculture. L'analyse phylogénétique offre de nouvelles perspectives sur les relations évolutives entre les différentes espèces de Cyathus et a jeté un doute sur la validité des systèmes de classification plus âgés qui sont basés sur des caractéristiques taxonomiques traditionnels.

## Histoire
Ce genre de champignons a été évoqué pour la première fois par le botaniste flamand Carolus Clusius dans Rariorum plantarum historia (1601). Au cours des siècles suivants, ces champignons ont fait l'objet de controverse quant à savoir si les péridioles étaient les graines, et le mécanisme par lequel ils étaient dispersés dans la nature. Par exemple, le botaniste français Jean-Jacques Paulet, dans son ouvrage Traité des champignons (1790-3), a proposé la notion erronée que les péridioles étaient éjectés par une sorte de ressort. [2] Le nom de genre a été créé en 1768 par le scientifique suisse Albrecht von Haller, le nom générique Cyathus est latin, mais à l'origine dérivé du mot grec antique κύαθος, qui signifie «tasse» [3] la structure et la biologie du genre ont été mieux connus au milieu du xixe. siècle, à commencer par l'apparence d'un article publié en 1842 par J. Schmitz, [4] et deux ans plus tard, une monographie des frères Louis René et Charles Tulasne. [5] Ces travaux ont été approfondis et précisés, et ont été très appréciés par les chercheurs plus tard. [2] [6] [7] Par la suite, des monographies ont été rédigées en 1902 par Violette S. White (espèces américaines) [6], Curtis Gates Lloyd en 1906 [7], Gordon Herriot Cunningham en 1924 (espèces néo-zélandaises) [8], et Harold J. Brodie en 1975 [9].

## Liste des espèces
- Cyathus africanus
- Cyathus berkeleyanus
- Cyathus bulleri
- Cyathus canna
- Cyathus colensoi
- Cyathus earlei
- Cyathus helenae
- Cyathus hookeri
- Cyathus julietae
- Cyathus limbatus
- Cyathus montagnei
- Cyathus novae-zeelandiae
- Cyathus olla
- Cyathus pallidus
- Cyathus pygmaeus
- Cyathus stercoreus
- Cyathus striatus